# Ângelo Victoriano
Ângelo Monteiro dos Santos Victoriano (Luanda, 8 febbraio 1968 – Luanda, 13 aprile 2024) è stato un cestista e allenatore di pallacanestro angolano.

## Biografia
Ângelo Victoriano nacque l'8 febbraio 1968 a Luanda, fratello maggiore dei cestisti Justino ed Edmar, anch'essi entrambi giocatore nella Nazionale.
Alto 198 cm per 111 kg, fu il capitano della nazionale di pallacanestro dell'Angola, con cui prese parte ai Giochi olimpici 1992, 1996, 2000 e 2004.

### Carriera da giocatore
Iniziò a giocare con il Petro de Luanda nella massima serie all'età di 14 anni. A livello di club, vinse un totale di 11 titoli nazionali, uno con l'ASA, quattro con il Petro de Luanda e sei con il Primeiro de Agosto. Vinse dieci Coppe d'Angola, otto Supercoppe e due Campionati Africani per Club con il Primeiro de Agosto.
Victoriano fu l'unico giocatore africano ad aver vinto otto Campionati Africani FIBA, davanti a Jean-Jacques da Conceição e Carlos Almeida, entrambi con sette.

### Carriera da allenatore
Dal 2007 al 2009 fu assistente allenatore di Luís Magalhães per il Primeiro de Agosto e vinse il titolo Unitel Basket 2009 con la squadra.

### Morte
Victoriano morì a Luanda il 13 aprile 2024 all'età di 56 anni, a seguito di una lunga malattia causata dal diabete.